# Campus do Porangabuçu

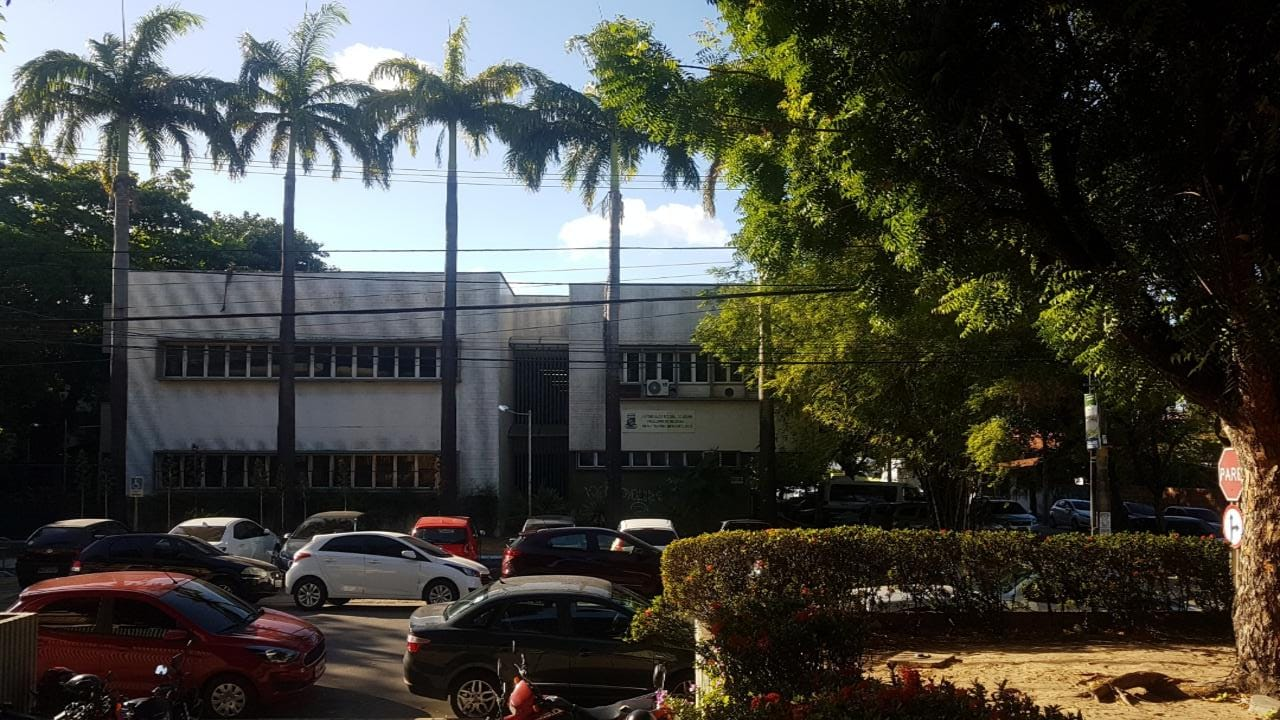
Departamento de Morfologia - UFC no Campus do Porangabuçu

O Campus do Porangabuçu é o campus da Universidade Federal do Ceará que concentra os cursos da área de saúde e demais estruturas hospitalares. Recebe este nome por estar situado no bairro que desde 1966 passou a se chamar Rodolfo Teófilo.
O Campus possui cerca de 8 hectares de extensão, e comporta a Faculdade de Medicina (FM) e a Faculdade de Fármacia, Odontologia e Enfermagem (FFOE), além do complexo hospitalar da UFC, a Biblioteca de Ciências da Saúde, laboratórios e clínicas.

## Cursos e faculdades
- Faculdade de Farmácia, Odontologia e Enfermagem da Universidade Federal do Ceará
  - Enfermagem
  - Farmácia
  - Odontologia

- Faculdade de Medicina da Universidade Federal do Ceará
  - Fisioterapia
  - Medicina

## Complexo hospitalar

### Hospital Universitário Walter Cantídio
O Hospital Universitário Walter Cantídio da Universidade Federal do Ceará, inaugurado em 1959 como Hospital das Clínicas, é um centro de referência para a formação profissional e o desenvolvimento de pesquisas na área da saúde e desempenha importante papel na assistência à saúde do Estado do Ceará, É integrado ao Sistema Único de Saúde (SUS). Como centro de referência para ensino, serve como campo de estágio para os alunos de graduação e pós-graduação dos cursos de Medicina, Enfermagem e Farmácia da UFC, assim como recebe os alunos da área da saúde de outras universidades do Estado. Reúne qualificados profissionais e nele são gerados conhecimentos na área de pesquisa clínica, cirúrgica e farmacologia clínica. Possui mais de 250 leitos, incluindo leitos de UTI Clínica e UTI de pós-operatório, além de 125 consultórios, e diversas salas de cirurgia. É o hospital que mais realiza transplantes de fígado no país.

### Maternidade-Escola Assis Chateaubriand
Inaugurada 1965, é referência no Nordeste no atendimento de gestantes, com especialidade nos serviços de obstetrícia, ginecologia, mastologia e neonatologia, com destaque no serviço de parto humanizado.

### Clínicas Odontológicas
São seis clínicas vinculadas ao curso de Odontologia da Faculdade de Farmácia, Odontologia e Enfermagem com dezesseis equipamentos odontológicos em cada, uma clínica de radiologia e um centro cirúrgico. São realizados atendimentos básicos e especializados. Além disso, o curso oferece, também, um serviço de urgência odontológica com funcionamento de 24 horas por dia, incluindo sábados, domingos e feriados.

### Farmácia Escola
Apoia o ensino farmacêutico nos níveis de graduação e pós-graduação, possibilitando a formação de recursos humanos qualificados na área do medicamento, a geração e transferência de conhecimentos técnico-científicos para a sociedade.

## Transportes
- Estação Porangabussu - Estação do Metrofor próxima ao complexo hospitalar da UFC.